# Куцокрил тайванський
Куцокри́л тайванський (Locustella alishanensis) — вид горобцеподібних птахів родини кобилочкових (Locustellidae). Ендемік Тайваню.

## Таксономія
Тайванський куцокрил вперше був зафіксований в горах Алішань у 1917 році. Початково дослідники віднесли його до Bradypterus luteoventris. У 1952 році Жан Теодор Делакур помістив його у підвид idoneus  виду B. seebohmi (наразі вид розділений на кілька видів). Підніше систематики віднесли його до підвиду melanorhynchus. Наприкінці 1980-х дослідники відкрили, що спів тайванського куцокрила помітно відрізняється від співу інших видів. У 2000 році група науковців описали тайванського куцокрила як окремий вид Bradypterus alishanensis, через відмінності у вокалізації і морфології птаха. Пізніше він, разом з низкою інших видів, був переведений до роду Кобилочка (Locustella). Дослідження 2015 року показало, що тайванський куцокрил є сестринським видом по відношенню до видового комплексу іржастого куцокрила (Locustella mandelli).

## Опис
Довжина птаха становить 14 см, вага 10 г. Виду не притаманний статевий диморфізм. Голова тьмяно-рудувато-коричнева, пера на тімені мають вузькі чорні кінчики. Над очима нечіткі жовтуваті "брови", навколо очей жовтуваті кільця. Верхня частина тіла тьмяно-рудувато-коричнева. Підборіддя і горло білі, нижня частина горла поцяткована темними плямами. Верхня частина грудей сірувато-коричнева, нижня частина грудей і живіт білі. Нижні покривні пера хвоста темно-рудувато-коричневі з темними кінчиками. Дзьоб чорний, знизу блідіший.Очі червонувато-карі, лапи блідо-рожеві. У молодих птахів груди коричнюваті, плями на них відсутні.

## Поширення і екологія
Тайванські куцокрили є ендеміками острова Тайвань. Вони живуть в широколистяних і хвойних субтропічних лісах з густим трав'яним, чагарниковим і папоротевим підліском, на також в бамбукових заростях на узліссях. Зустрічаються на висоті від 1200 до 3000 м над рівнем моря моря, іноді на висоті до 1000 м над рівнем моря. Взимку частина популяцій мігрує в долини. Живляться комахами. Сезон розмноження триває з травня по серпень. Гніздяться в траві, в кладці 2 яйця.